# 万世橋駅

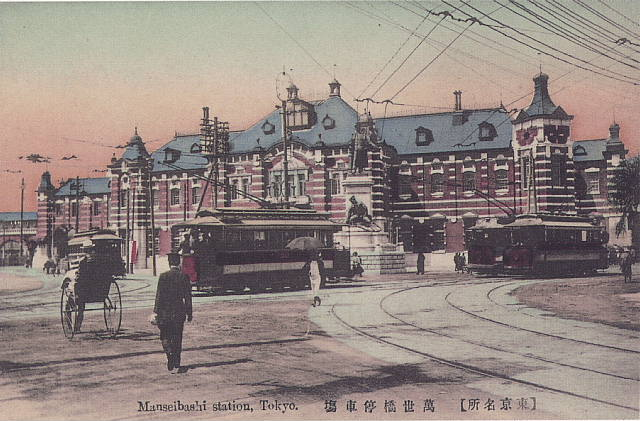
万世橋駅

万世橋駅（まんせいばしえき、旧字体：萬世橋驛）は、かつて東京府（現在の東京都）に存在した、国鉄中央本線と東京地下鉄道の駅（廃止駅）である。（中央本線万世橋駅は、法規上は国鉄の駅として休止中）
駅名は神田川に架かる万世橋に由来する。
本項は双方の駅について扱う。

## 国鉄
国鉄万世橋駅は、国有鉄道（休止時、運輸通信省鉄道総局）中央本線にあった駅。東京都神田区（設置当時：東京府東京市神田区、現在の千代田区）の神田駅と御茶ノ水駅との間にあった。

### 年表
- 1912年（明治45年）4月1日：開業[2][3]。
- 1919年（大正8年）3月1日：万世橋 - 東京間開通、神田駅開業。
- 1923年（大正12年）9月1日：関東大震災発生、初代駅舎焼失。
- 1924年（大正13年）：仮駅舎で復興。
- 1936年（昭和11年）
  - 4月26日：鉄道博物館が移転、万世橋駅と併設。
  - 11月：駅舎解体縮小。
- 1943年（昭和18年）11月1日：営業休止（事実上廃止）[1]。
- 1992年（平成4年）10月14日：ホーム跡を花壇として整備[4]。
- 2006年（平成18年）5月14日：交通博物館閉鎖。
- 2012年（平成24年）7月：旧万世橋駅の遺構整備を開始。
- 2013年（平成25年）
  - 1月：交通博物館跡地にJR神田万世橋ビル完成。
  - 9月14日：mAAch ecute（マーチエキュート） 神田万世橋開業。

### 前史
神田川に面する万世橋界隈は江戸時代から繁栄していた。万世橋の南側に位置する田町（後の多町、現在の神田多町）には、青物商が集まっていた。青物商は17世紀初期（慶長年間）から田町、連雀町、佐柄木町に散在しており、1657年（明暦3年）の明暦の大火の直前には81軒まで増えていたが、同大火の後、多町にまとめられた。享保の改革が行われた1724年（享保9年）に幕府御用達となってからは急速に発展し、後の神田市場の母体となる。神田川北岸には、米、薪炭、竹などの問屋があったほか、職人仕事の諸材料の荷受け地でもあった。幕末期には、住宅地としても発展した。幕府が財源確保を目的に、一部地域を町人に貸したことから、神田っ子の町へと発展した。
明治以降、主に洋服生地を扱う問屋街が周辺に形成された。万世橋駅前の連雀町（現在の神田須田町 - 神田淡路町の一部）には、飲食店、寄席、映画館が次々と開業した。現在も「神田食味街」などと呼ばれる一画がある。

### 歴史
私鉄の甲武鉄道により当駅の設置が計画された。甲武鉄道は1889年（明治22年）4月11日、立川駅 - 新宿駅間を開通させた後は都心への延伸を進め、全通後は当駅をターミナルとする予定であった。しかし、甲武鉄道は1906年（明治39年）3月31日に国有化されたため、1912年（明治45年）4月1日昌平橋駅から延伸開業した際には鉄道院の駅となっていた。
初代の駅舎は、東京駅と同様に辰野金吾の設計による赤煉瓦造りで、一等・二等待合室、食堂、バー、会議室等を備えていた。また、貨物用のエレベーターも整備されていた。中央本線のターミナルとしてだけでなく、ここから両国駅方面への総武線の敷設計画を見据えていた。駅前には広場が設けられ、日露戦争の英雄である広瀬武夫と杉野孫七の銅像が建っていた。付近には東京市電が走り、多くの人で賑わった。
しかし、1919年（大正8年）3月1日、当駅 - 東京駅が開通し、一中間駅となるとともに、同年東京駅との間に神田駅が開業。1925年（大正14年）11月1日には、上野 - 神田間の高架線が開通し、近隣で秋葉原駅が旅客営業を開始した。これにより、ターミナル駅としての地位を失い、また、近隣に秋葉原駅が設置されたこと、上野駅以北へ市電への乗換駅としての需要が減少したことなどの理由から、利用客が減少。1923年（大正12年）9月1日の関東大震災で駅舎が焼失し、遺体安置所として利用された後、簡素な駅舎が再建された。また、須田町交差点移転に伴い、1929年（昭和4年）に市電のルートが変更された（万世橋・須田町・淡路町の停留場が近隣にあり、徒歩で乗り換えることは可能だった）。
1936年（昭和11年）4月25日、東京駅から鉄道博物館が移転。これに伴い駅舎が解体縮小され、博物館に併設された小屋となった（閉鎖後は博物館の事務室に使われた）。ホーム上に設けられた従前の階段は博物館へ直結する特別連絡口となり（駅閉鎖後は休憩所に転用）、代わりに駅出入用の別の階段が1935年（昭和10年）に新設されている。また、この解体縮小の直前には駅構内の食堂が営業を終了した。その後、1943年（昭和18年）11月1日（鉄道省から運輸通信省への再編と同日）に休止（事実上廃止）され、駅舎は交通博物館部分を除いて取り壊された。
休止後、駅の什器類は、新設された京浜東北線新子安駅に流用されたといわれる。駅前の広瀬武夫と杉野孫七の銅像は第二次世界大戦終結後、撤去された。銅像の場所は交通博物館の南端となり、善光号が展示された。中央本線の0キロポスト（距離標）は東京駅中央線ホーム4号車位置に移設されている。
駅前交番だった須田町派出所（万世橋交番）は、昭和中期まで使われた後、1993年（平成5年）に江戸東京たてもの園に移築された。駅舎の一部は交通博物館に転用されたが、2006年（平成18年）5月14日に閉鎖され、2010年（平成22年）6月までに全て取り壊された。
交通博物館跡地にはJR神田万世橋ビルが建設され、2013年（平成25年）1月17日に竣工した。また、2012年（平成24年）7月より旧万世橋駅遺構を整備し、「mAAch ecute（マーチエキュート） 神田万世橋」が2013年（平成25年）9月14日に開業。駅の営業当時に使用されていた2つの階段も「1912階段」「1935階段」として開放されている。

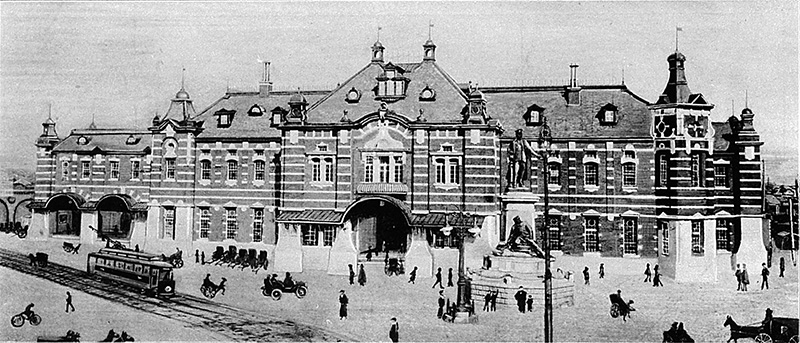
初代駅舎（1912年頃）
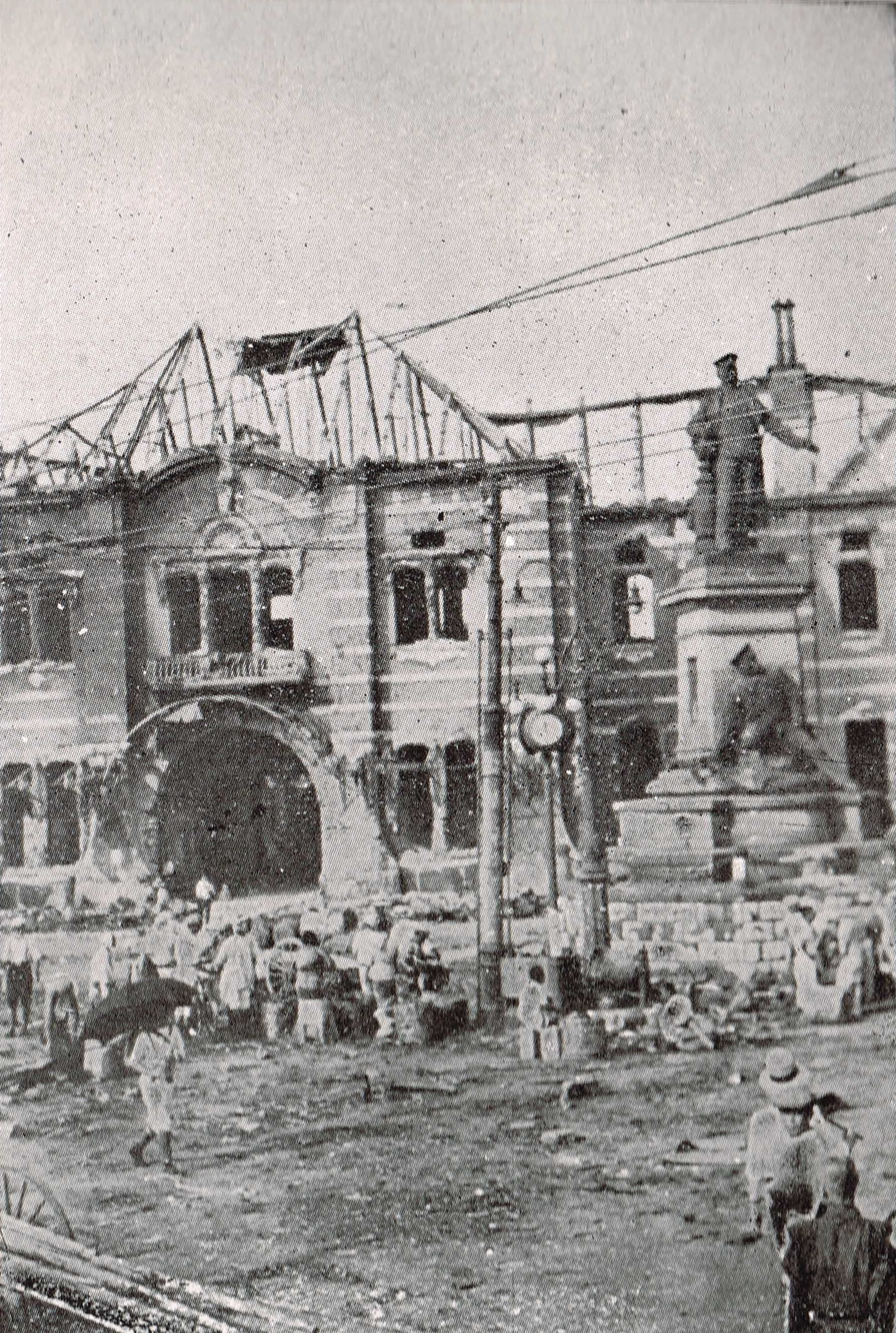
関東大震災で被災した駅舎（1923年）
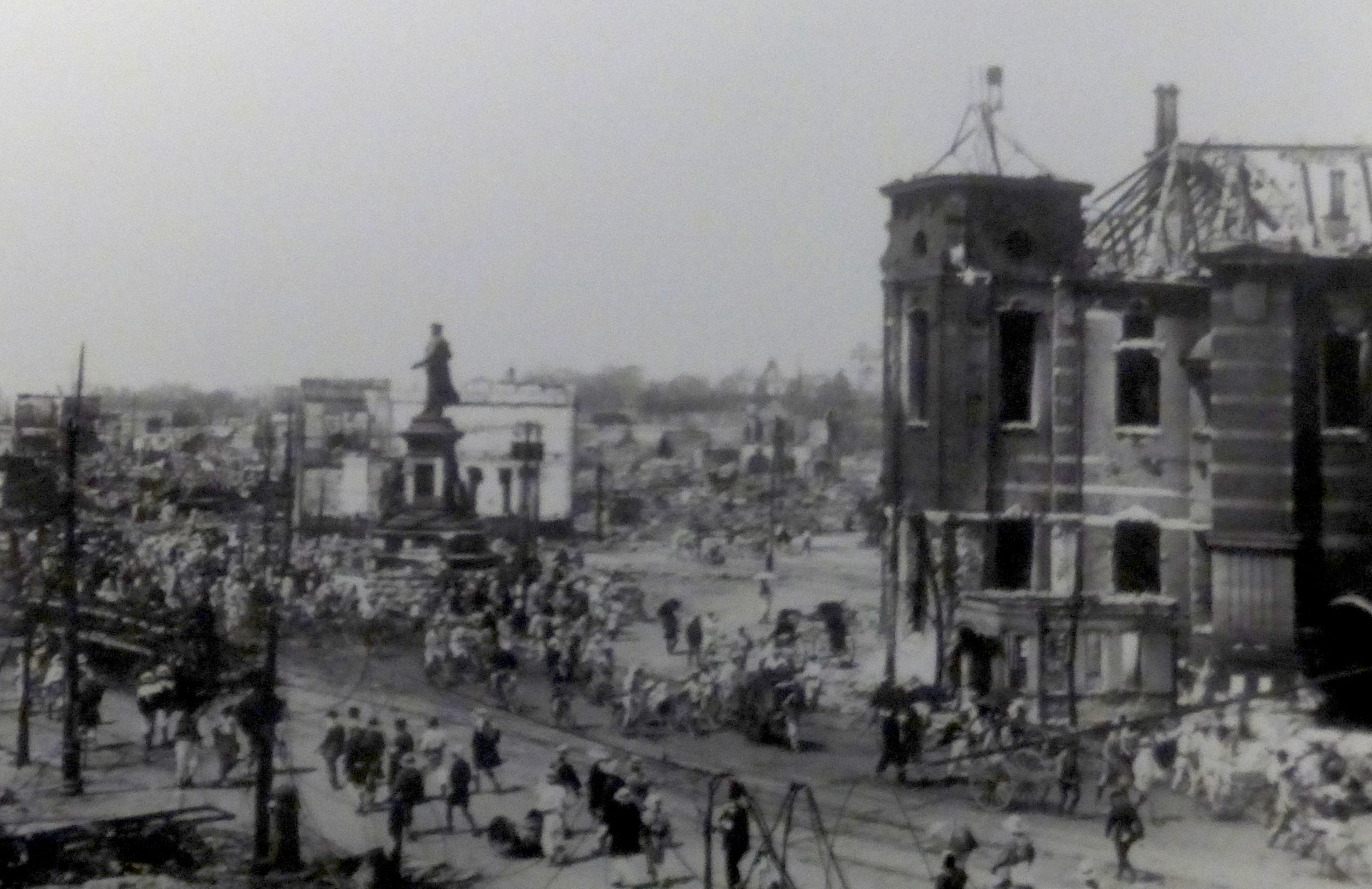
被災した駅舎と駅前広場（1923年）
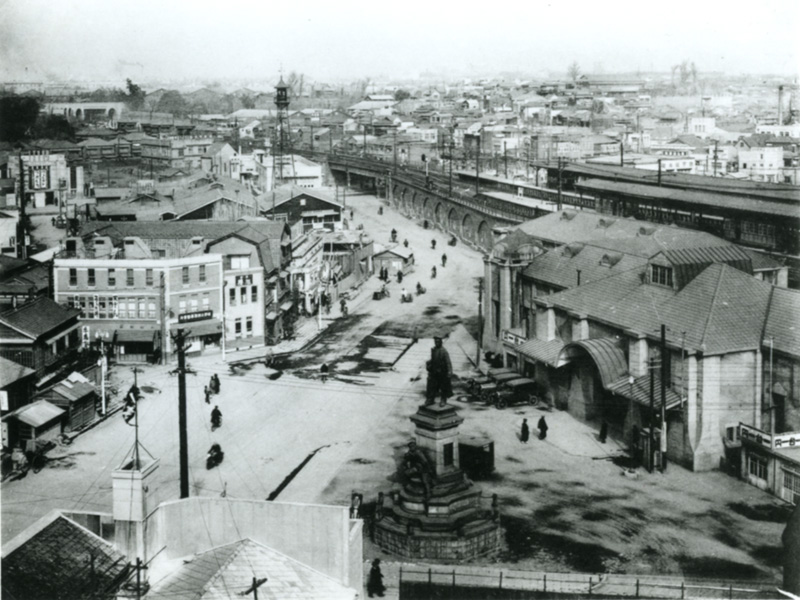
2代目駅舎（1925年）
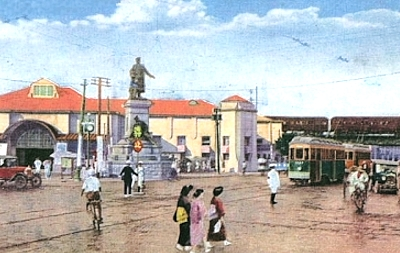
震災後に再建された万世橋駅の彩色写真 駅舎は低層化している （1929年以前）
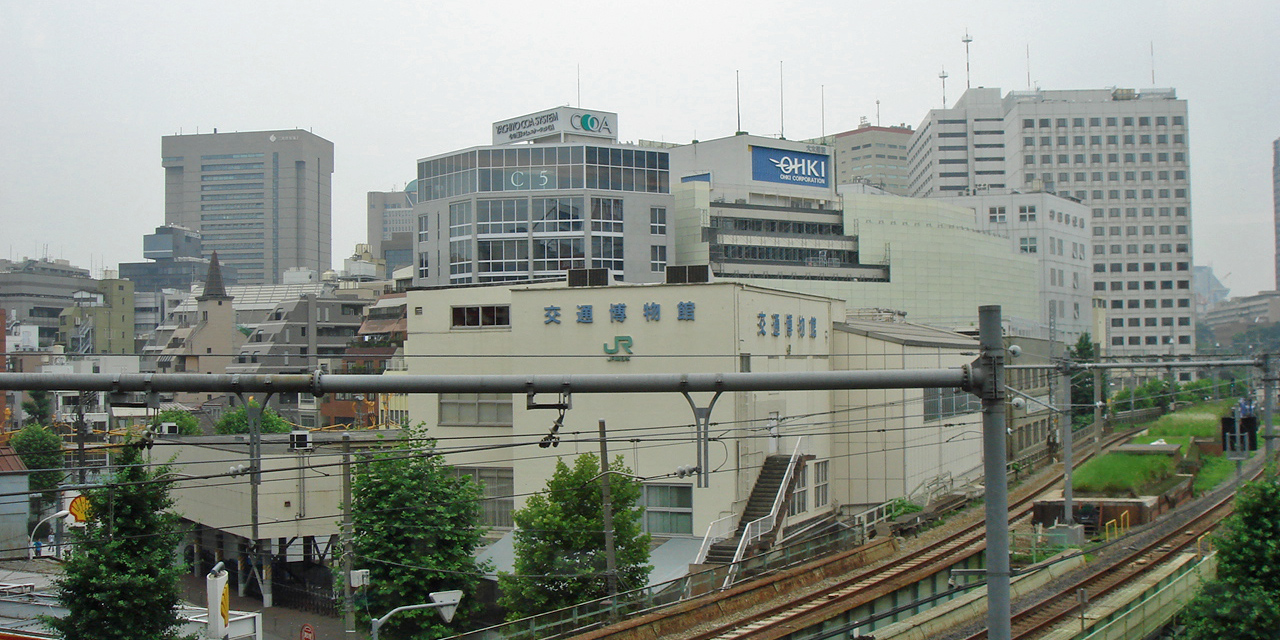
交通博物館と万世橋駅跡 （右側、2006年）
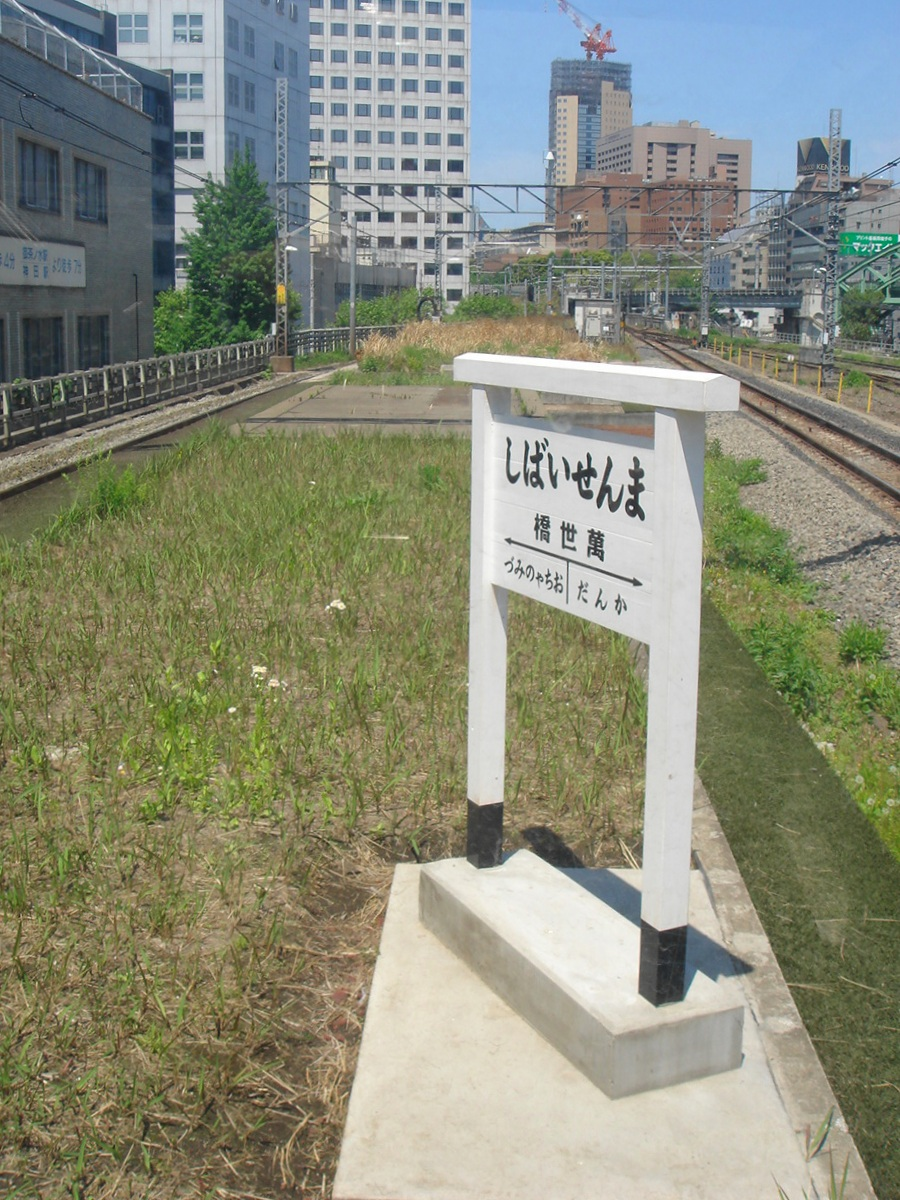
万世橋駅の駅名標（レプリカ）
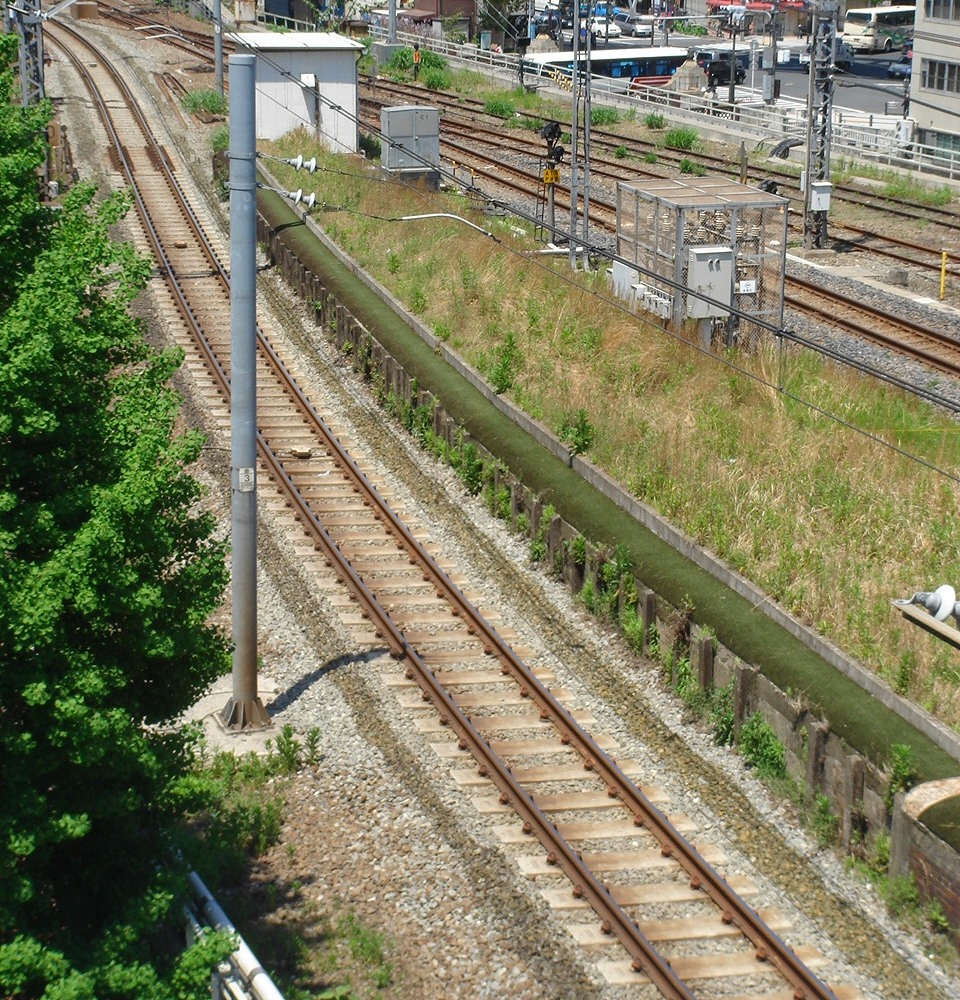
交通博物館屋上から望んだ万世橋駅ホーム跡 留置線は現在でも残されている（2006年）
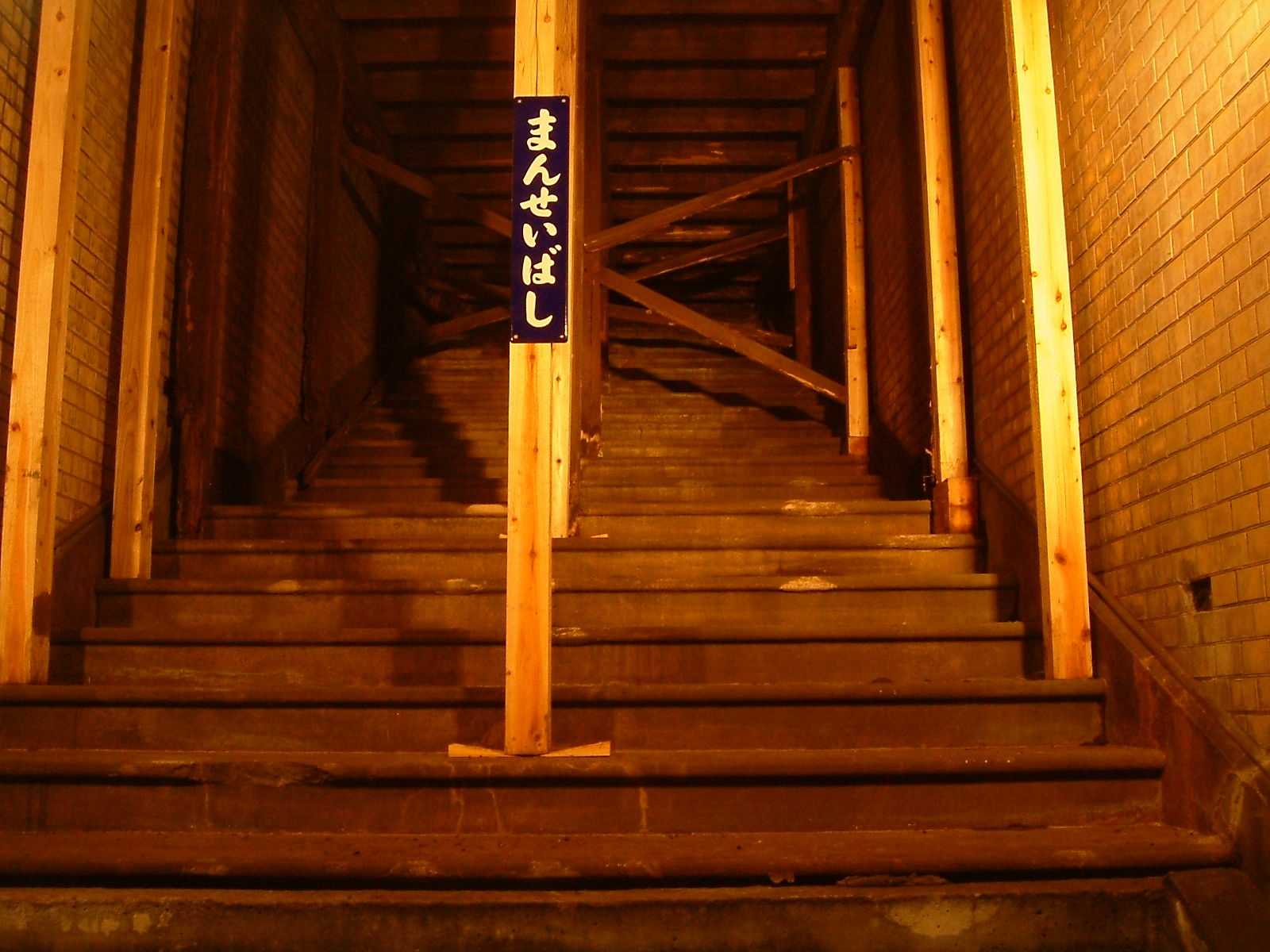
旧国鉄万世橋駅階段
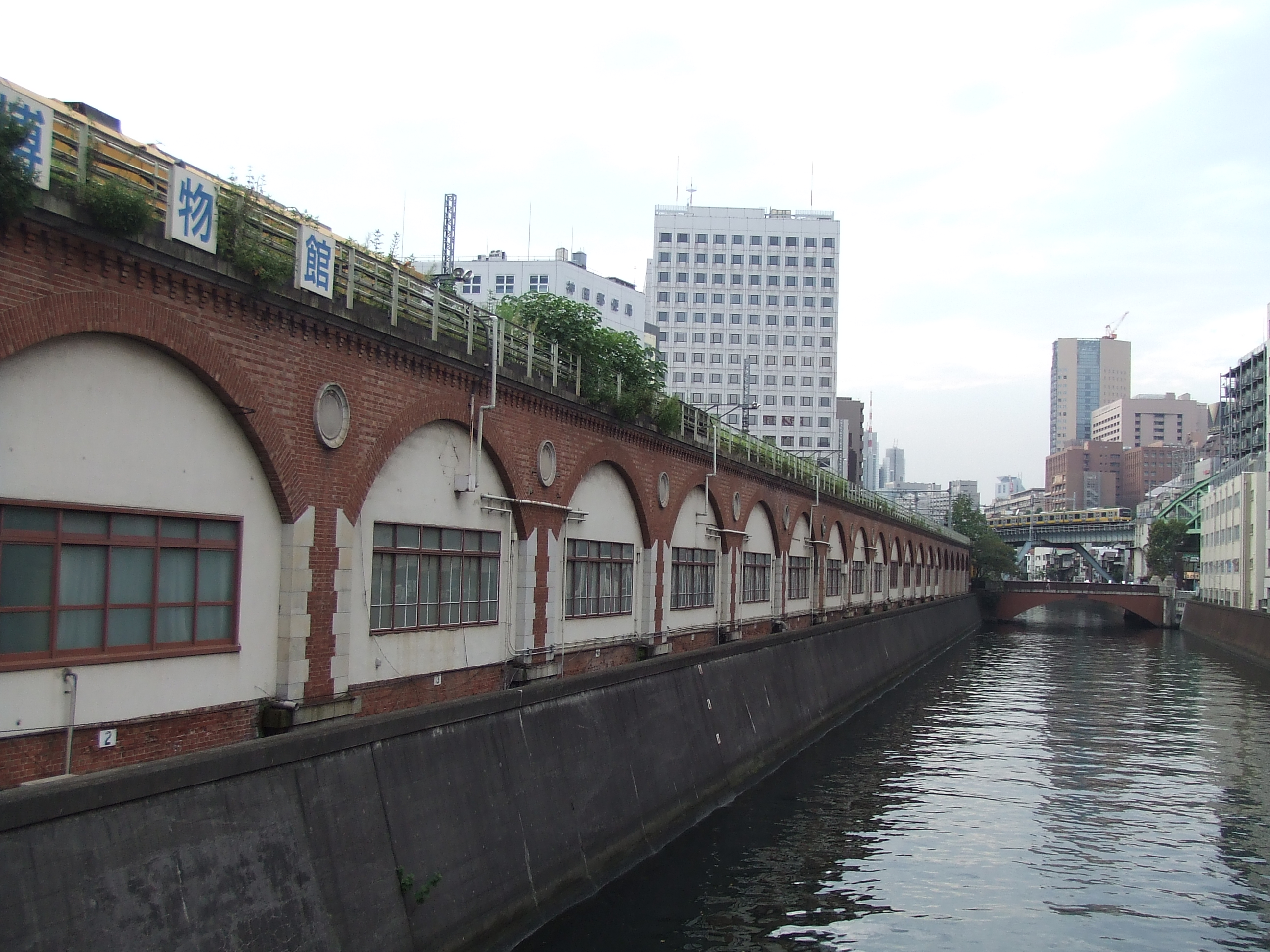
旧万世橋駅跡 mAAch ecute 開業前（2006年9月30日）
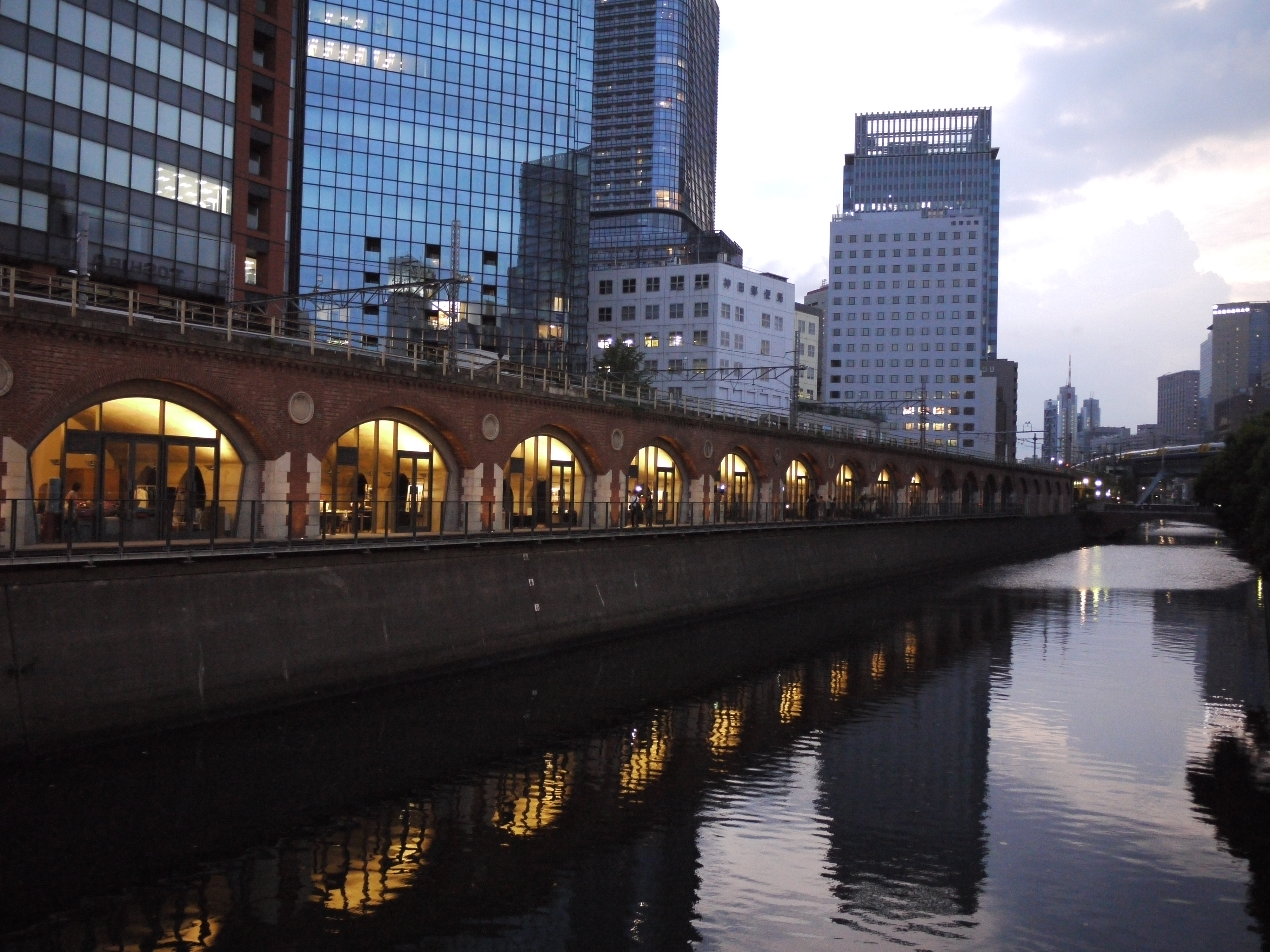
旧万世橋駅跡 mAAch ecute開業後（2013年9月14日）

## 東京地下鉄道
万世橋仮停留場（旧字体：萬世橋假停留場）は、東京府東京市神田区（現在の東京都千代田区）にあった東京地下鉄道（現在の東京メトロ銀座線）の廃仮駅。末広町駅 - 神田駅間で2年足らずの間営業した。

### 歴史
1927年（昭和2年）12月30日、浅草 - 上野間に東京初の地下鉄を開通させた東京地下鉄道は、新橋を目指して開削工法による南下延伸を続けた。しかし、神田川底をアンダーパスするには水路を一時変更する必要があり、また交通量の多い万世橋も架け替えなければならない等、長い工期が見込まれたため、それらが完工するまでの暫定的な停留所として1930年（昭和5年）1月1日に開業した。
当仮駅は万世橋交差点の中央通り（国道17号）北詰、現在の秋葉原電気街側に位置し、25 ‰勾配途中のトンネル断面積を若干大きく取った上で、本設道床上に2両編成分の木造水平道床と木造プラットホームを仮架設し、片渡り線を持つ末広町駅からの神田方面行き上り線路を用いて、運行本数の半分が当仮駅を終着始発として単線折り返し運転されていた。仮駅の構造上車止めは不十分なものしか設置できなかったため、オーバーラン防止の観点から同仮駅着の列車は手前で一旦停止し、その後最徐行で進入していた。
上記の国鉄（省線）万世橋駅への乗り換えのみならず、その南北の須田町・万世橋両交差点は東京市電のハブでもあり、連絡が非常に便利で好評だった。
しかし、急勾配かつカーブ開始区間にあるため常設駅を構えることができず、渡河工事の進捗に従って、資材運搬用のトロッコを通す必要上予定通り仮水平道床を先に撤去し、傾いた直結軌道に応じて木造ホームの支柱と床面も適宜切断、これを階段状に作り替えて暫時営業継続した後、1931年（昭和6年）11月21日の神田駅延伸開業に伴い同日廃止され、道床上の仮設物は前日一夜で撤去された。
用途廃止後換気口兼作業員進入口になっている出入口跡は、現在のエディオンAKIBA前の歩道上にあり、光線条件が良ければ填められているグレーチングの隙間から階段が目視できていた。しかし後に網目の細かい物に交換され、現在は目視で確認することは困難となっている。
地下フロア（客溜室とも客扱室とも）跡は設備室兼物置に転用され線路脇に開口しており、「まんせいばし」と書かれた駅名板（当時のものではなく、後年にイベント用として設置されたもの）も存在するものの、開口部は約1両分の短さで特に照明設備もなく、また改札口跡はほとんどが壁で塞がれている。このため、トンネルの天井が丸く少し高く、当該区間のみ間柱がない程度にしか仮駅の痕跡が見当たらず、国鉄万世橋駅や、同じ銀座線の廃駅である東京高速鉄道旧新橋駅とは異なり、駅間で速度が乗る区間でもあり、一瞬にして通り過ぎてしまう当遺構（仮駅跡）を乗車中に視認することは難しい。
末広町駅ホーム南端からは同様に間柱のない渡り線区間跡が見渡せ、辛うじて往時を偲ぶ手掛かりになっている。関連資料が地下鉄博物館で閲覧できる他、過去には閉館された交通博物館のミニ展示「万世橋駅の歴史」でも、当仮駅の地上部写真と構内施工図が一般公開されていた。また、2010年9月11日に放送されたテレビ朝日系のバラエティ番組『Directors TV』及び2011年12月8日に放送されたNHKのバラエティ番組『ブラタモリ』では駅跡の様子が放映され、その後も数度メディアや東京メトロの広報で取り上げられている。
東京メトロ1000系電車が2012年の春に銀座線へ導入されるのに伴い開設された「銀座線1000系スペシャルサイト」では駅物語として当駅の紹介ページが作成され、「G幻」の駅ナンバリングで紹介された。
2017年12月1日 - 18日、地下鉄開通90周年記念のイベントの一環「幻の駅ライトアップ」として、旧萬世橋（万世橋）駅跡が銀座線旧神宮前駅跡と共に期間限定でライトアップされた。

### 登場作品
小説
- 帝都地下迷宮（中山七里）

ゲーム
- STEINS;GATE 線形拘束のフェノグラム - ゲーム内シナリオ「絢爛仮想のファムファタール」

## その他
埼玉県さいたま市大宮区の鉄道博物館には、実演・体験施設「ミニ運転列車」の駅の一つとして「万世橋駅」が設けられている。